# Obren Petrović
Obren Petrović (født 11. maj 1957 i Doboj) er en politiker fra Doboj i Bosnien og Hercegovina. Petrović er medlem af det Serbiske Demokratiske Parti , og fungerer i øjeblikket som Dobojs borgmester.
Han blev færdig med grundskolen og gymnasiet i Doboj og er dimitterede fra Fakultetet for Politisk Videnskab Zagreb hvor han studerede politologi. Under det meste af sit arbejdsliv har Petrovic arbejdet på Doboj politistation, og han var leder af civilforsvaret i Doboj Kommune indtil han blev udnævnt til borgmester i kommunen i 2002. Republikken Srpskas parlament vedtog i juli 2012 en lov, hvorved Doboj ophørte med at være en kommune, og har fået bystatus, hvorved Obren Petrovic blev den første borgmester for byen Doboj. Han er blevet valgt til borgmester fire gange, i i 2004  og 2008  som borgmester for kommunen, og i 2012  og 2016  som borgmester for byen Doboj.